# Tercera Fuerza
Tercera Fuerza (en georgiano: მესამე ძალა) fue una coalición electoral que existió en Georgia en 2021 alrededor de Constructor de Estrategia. Los partidos que conformaron el Tercera Fuerza fueron: Constructor de Estrategia, el Partido Republicano de Georgia y Demócratas Libres. Dado que las coaliciones electorales están prohibidas en el país, la coalición se presenta en la lista de Constructor de Estrategia y su número electoral fue el 1.

## Historia
Tercera Fuerza estaba formada por Constructor de Estrategia, Demócratas Libres y el Partido Republicano de Georgia, al que también se les unieron otras figuras destacadas de la oposición como Grigol Vashadze, expresidente del Movimiento Nacional Unido y segundo en las elecciones presidenciales de 2018. La alianza se presentó a las elecciones locales de 2021 recibiendo el 1,34% de los votos. Tamar Kekenadze, presidenta de Demócratas Libres, fue nominada como candidata de la coalición para las elecciones a la alcaldía de Tiflis de 2021, recibiendo el 0,59% de los votos y quedando en el noveno lugar.
Los resultados se consideraron decepcionantes para la coalición teniendo en cuenta el hecho de que los partidos constituyentes recibieron un total de votos más alto en las elecciones parlamentarias de 2020, con Constructor de Estrategia obteniendo el 3,15% y Demócratas Libres el 0,27%. El Partido Republicano participó en las elecciones como parte del movimiento La Fuerza Está en la Unidad y obtuvo el 27,18% de los votos, convirtiéndose en el mayor grupo de oposición en el parlamento georgiano. Georgia Civil atribuyó el bajo rendimiento al regreso al país del expresidente Míjeil Saakashvili y su posterior arresto, mientras la oposición le apoyaba a él y a su partido MNU.

## Resultados electorales

### Elecciones locales
| Elección | Votos  | %    | Representantes | +/–   | Posición |
| -------- | ------ | ---- | -------------- | ----- | -------- |
| 2010     | 23.629 | 1,34 | 8/2068         | Nuevo | 6.º      |